# Кукушкин, Виктор Николаевич
Кукушкин Виктор Николаевич (16 июня 1923, Вологда — 27 июля 2002, Москва) — участник Великой Отечественной войны, лейтенант, командир роты 256-го стрелкового полка, Герой Советского Союза.

## Биография
Виктор Николаевич родился 16 июня 1923 года в Вологде в семье служащего. По национальности — русский. Окончил 10 классов 37-й железнодорожной школы (ныне школа № 23).
В Советской Армии с 23 июля 1941 года. Осенью 1941 года окончил ускоренный курс Борисовского военно-инженерного училища (г. Архангельск). Младший лейтенант Кукушкин в боях Великой Отечественной войны с ноября 1941 года.
При освобождении города Ростов-на-Дону, недалеко от станицы Богоевской Кукушкин с группой солдат установил переправу через реку Дон. Трое суток подряд, находясь под артиллерийским огнём, руководил работами, несмотря на контузию и два ранения. За самоотверженность и умелое выполнение боевого приказа Кукушкин В. Н. был награждён орденом «Красной Звезды».
Принимал участие в боях на Кубани, освобождении городов Сумы, Обоянь.
В ночь на 26 сентября 1943 года командир роты 256-го стрелкового полка (30-я стрелковая дивизия, 47-я армия, Воронежский фронт) лейтенант Кукушкин во главе группы бойцов из 23 человек переправился на правый берег Днепра в районе г. Канев, занял господствующие высоты, отразил несколько контратак противника. Удерживая плацдарм, создал условия для успешного форсирования реки другими подразделениями полка.
Указом Президиума Верховного Совета СССР от 25 октября 1943 года лейтенанту Кукушкину Виктору Николаевичу присвоено звание Героя Советского Союза.
В 1957 году окончил Ленинградское военно-инженерное училище. Служил командиром 195-го отдельного инженерно-аэродромного батальона под Пермью. С 1967 года полковник Кукушкин — в запасе. Жил в Москве. С 1979 по 2002 в доме номер 5 по Ломоносовскому проспекту. Работал инженером в Министерстве сельского хозяйства РСФСР, затем в объединении «Мосинжремонт». 
Умер 27 июля 2002 года.

## Награды
- Герой Советского Союза (1943 год);
- орден Ленина;
- орден Отечественной войны I степени;
- два ордена «Красной Звезды»;
- медали.

## Память
- Мемориальная доска в Вологде, на здании школы № 23. Открыта в торжественной обстановке  1 сентября 2014 года[1][2][3].
- Мемориальная доска в Москве по адресу Ломоносовский проспект, 5.
- Обелиск воинской славы (памятник вологжанам — Героям Советского Союза и полным кавалерам ордена Славы).